# Melanerpes portoricensis
Melanerpes portoricensis е вид птица от семейство Picidae.

## Разпространение
Видът е разпространен в Пуерто Рико.